# Wahlkreis Mittelsachsen 3 (1990–2019)
Der Wahlkreis Mittelsachsen 3 war bis zur Neuordnung der Wahlkreise im Jahr 2023 ein Landtagswahlkreis in Sachsen.
Er umfasst einen Teil des Landkreises Mittelsachsen, nämlich die Orte Altmittweida, Erlau, Stadt Frankenberg/Sa., Stadt Hainichen, Kriebstein, Lichtenau, Stadt Mittweida, Rossau und Striegistal. Wahlberechtigt waren bei der letzten Landtagswahl (im Jahr 2019) 49.419 Einwohner.
Zu den Wahlen 1994 bis 2009 trug der Wahlkreis den Namen „Mittweida 1“ und hatte die Wahlkreisnummer 21. Zur Landtagswahl 2014 wurde der Name an die in der Kreisreform 2008 geänderten Landkreise angepasst und eine neue Nummer vergeben. 2023 wurde der Wahlkreis aufgelöst und sein Gebiet auf die Wahlkreise Mittelsachsen 2 und Mittelsachsen 4 sowie den neuen Wahlkreis Mittelsachsen 3 aufgeteilt.

## Wahlergebnisse

### Landtagswahl 2019
Vorläufiges Ergebnis der Landtagswahl am 1. September 2019 im Wahlkreis 20 – Mittelsachsen 3:
(Ergebnisse in Prozent)
| Direktkandidat            | Partei               | Direktstimmen | Listenstimmen |
| ------------------------- | -------------------- | ------------- | ------------- |
| Iris Firmenich            | CDU                  | 37,1          | 35,6          |
| Eyk Fechner               | Die Linke            | 9,5           | 8,7           |
| Oliver Mende              | SPD                  | 6,4           | 7,2           |
| Holger Zielinski          | AfD                  | 31,3          | 30,6          |
| Renate Sauer              | GRÜNE                | 5,0           | 4,5           |
| –                         | NPD                  | –             | 0,6           |
| Philipp Hartewig          | FDP                  | 4,2           | 4,1           |
| Rico Walter-Bretschneider | Freie Wähler         | 6,5           | 4,0           |
| –                         | Tierschutz           | –             | 1,6           |
| –                         | Piraten              | –             | 0,2           |
| –                         | Die PARTEI           | –             | 1,2           |
| –                         | BüSo                 | –             | 0,0           |
| –                         | ADPM                 | –             | 0,1           |
| –                         | Blaue #TeamPetry     | –             | 0,3           |
| –                         | KPD                  | –             | 0,1           |
| –                         | ÖDP                  | –             | 0,2           |
| –                         | Die Humanisten       | –             | 0,1           |
| –                         | PDV                  | –             | 0,1           |
| –                         | Gesundheitsforschung | –             | 0,6           |

| Wahlberechtigte | 49.419 |
| Wahlbeteiligung | 67,1 % |

### Landtagswahl 2014
Amtliches Endergebnis der Landtagswahl am 31. August 2014 im Wahlkreis 20 – Mittelsachsen 3:
(Ergebnisse in Prozent)
| Direktkandidat    | Partei          | Direktstimmen | Listenstimmen |
| ----------------- | --------------- | ------------- | ------------- |
| Iris Firmenich    | CDU             | 51,3          | 45,8          |
| Falk Neubert      | Die Linke       | 21,8          | 18,5          |
| Markus Boldt      | SPD             | 10,1          | 10,9          |
| Thomas Hellriegel | FDP             | 3,9           | 3,8           |
| Renate Sauer      | GRÜNE           | 4,3           | 2,9           |
| Steve Weißbach    | NPD             | 6,2           | 4,7           |
| –                 | Tierschutz      | –             | 1,1           |
| Stefan Naumann    | Piraten         | 2,4           | 0,8           |
| –                 | BüSo            | –             | 0,1           |
| –                 | DSU             | –             | 0,1           |
| –                 | AfD             | –             | 9,6           |
| –                 | pro Deutschland | –             | 0,2           |
| –                 | Freie Wähler    | –             | 1,2           |
| –                 | Die PARTEI      | –             | 0,3           |

| Wahlberechtigte | 51.772 |
| Wahlbeteiligung | 50,0 % |

### Landtagswahl 2009
Amtliches Endergebnis der Landtagswahl am 30. August 2009 im Wahlkreis 21 – Mittweida 1:
(Ergebnisse in Prozent)
| Direktkandidat | Partei          | Direktstimmen | Listenstimmen |
| -------------- | --------------- | ------------- | ------------- |
| Iris Firmenich | CDU             | 48,7          | 45,7          |
| Sylke Zehrfeld | Die Linke       | 21,1          | 20,2          |
| Kay Dramert    | SPD             | 8,5           | 8,7           |
| Wilko Winkler  | NPD             | 6,1           | 5,9           |
| Claudia Kühne  | FDP             | 10,4          | 9,2           |
| Renate Sauer   | GRÜNE           | 5,2           | 3,6           |
| –              | Tierschutz      | –             | 2,3           |
| –              | PBC             | –             | 0,4           |
| –              | BüSo            | –             | 0,1           |
| –              | DSU             | –             | 0,1           |
| –              | REP             | –             | 0,2           |
| –              | Freie Sachsen   | –             | 1,3           |
| –              | FP Deutschlands | –             | 0,1           |
| –              | Humanwirtschaft | –             | 0,1           |
| –              | Piraten         | –             | 1,7           |
| –              | SVP             | –             | 0,2           |

| Wahlberechtigte | 55.539 |
| Wahlbeteiligung | 56,3 % |

### Landtagswahl 2004
Amtliches Endergebnis der Landtagswahl am 19. September 2004 im Wahlkreis 21 – Mittweida 1:
(Ergebnisse in Prozent)
| Direktkandidat        | Partei     | Direktstimmen | Listenstimmen |
| --------------------- | ---------- | ------------- | ------------- |
| Iris Schöne-Firmenich | CDU        | 51,1          | 45,5          |
| –                     | PDS        | –             | 23,0          |
| Annegret Kosfeld      | SPD        | 15,7          | 8,9           |
| Claudia Glanz         | GRÜNE      | 6,4           | 2,7           |
| Peter Ulrich Söffner  | NPD        | 12,0          | 9,5           |
| Günther Kirsten       | FDP        | 9,5           | 5,6           |
| –                     | DSU        | –             | 0,3           |
| –                     | PBC        | –             | 0,5           |
| –                     | GRAUE      | –             | 0,8           |
| Marcus Kührt          | BüSo       | 5,2           | 0,8           |
| –                     | AUFBRUCH   | –             | 0,4           |
| –                     | DGG        | –             | 0,3           |
| –                     | Tierschutz | –             | 1,6           |

| Wahlberechtigte | 57.170 |
| Wahlbeteiligung | 60,6 % |

### Landtagswahl 1999
Amtliches Endergebnis der Landtagswahl am 19. September 1999 im Wahlkreis 21 – Mittweida 1:
(Ergebnisse in Prozent)
| Direktkandidat  | Partei          | Direktstimmen | Listenstimmen |
| --------------- | --------------- | ------------- | ------------- |
| Iris Schöne     | CDU             | 53,9          | 58,3          |
| Jürgen Stäbener | SPD             | 14,1          | 10,7          |
| Jens Stahlmann  | PDS             | 23,5          | 20,9          |
| –               | GRÜNE           | –             | 1,5           |
| Hans Steinhoff  | FDP             | 2,8           | 1,1           |
| –               | BüSo            | –             | 0,1           |
| –               | DSU             | –             | 0,3           |
| –               | GRAUE           | –             | 0,3           |
| Daniel Steiner  | REP             | 2,9           | 2,6           |
| –               | FP Deutschlands | –             | 0,0           |
| –               | Pro DM          | –             | 2,0           |
| –               | KPD             | –             | 0,1           |
| Michael Nier    | NPD             | 2,7           | 1,9           |
| –               | FORUM           | –             | 0,1           |
| –               | PBC             | –             | 0,2           |

| Wahlberechtigte | 56.519 |
| Wahlbeteiligung | 63,4 % |

### Landtagswahl 1994
Amtliches Endergebnis der Landtagswahl am 11. September 1994 im Wahlkreis 21 – Mittweida 1:
(Ergebnisse in Prozent)
| Direktkandidat           | Partei | Direktstimmen | Listenstimmen |
| ------------------------ | ------ | ------------- | ------------- |
| Eberhard Witzschel       | CDU    | 55,6          | 62,2          |
| Jürgen Stäbener          | SPD    | 22,5          | 17,0          |
| Andrea Hannekum          | FDP    | 4,7           | 1,8           |
| –                        | GRÜNE  | –             | 3,0           |
| Friedrich Roland Naumann | DSU    | 2,1           | 0,6           |
| –                        | REP    | –             | 1,5           |
| –                        | FORUM  | –             | 0,4           |
| Hans-Dietrich Pester     | PDS    | 15,1          | 13,2          |
| –                        | SP     | –             | 0,2           |

| Wahlberechtigte | 54.155 |
| Wahlbeteiligung | 62,1 % |

## Bisherige Abgeordnete
Direkt gewählte Abgeordnete des Wahlkreises Mittelsachsen 3 und seiner Vorgänger waren:
| Jahr | Name               | Partei | Anteil der Direktstimmen |
| ---- | ------------------ | ------ | ------------------------ |
| 2019 | Iris Firmenich     | CDU    | 37,1 %                   |
| 2014 | Iris Firmenich     | CDU    | 51,3 %                   |
| 2009 | Iris Firmenich     | CDU    | 48,7 %                   |
| 2004 | Iris Firmenich     | CDU    | 51,1 %                   |
| 1999 | Iris Schöne        | CDU    | 53,9 %                   |
| 1994 | Eberhard Witzschel | CDU    | 55,6 %                   |

## Landtagswahlen 1990–2019
Die Ergebnisse der Landtagswahlen seit 1990 im Gebiet des heutigen Wahlkreises Mittelsachsen 3 waren (Listenstimmen):
| Partei        | 1990 | 1994 | 1999 | 2004 | 2009 | 2014 | 2019 |
| ------------- | ---- | ---- | ---- | ---- | ---- | ---- | ---- |
| CDU           | 58,6 | 62,1 | 58,4 | 45,5 | 45,7 | 45,8 | 35,6 |
| AfD           | –    | –    | –    | –    | –    | 9,6  | 30,6 |
| PDS/Die Linke | 8,3  | 13,2 | 20,9 | 23,0 | 20,2 | 18,5 | 8,7  |
| SPD           | 17,2 | 17,1 | 10,7 | 8,9  | 8,7  | 10,9 | 7,2  |
| GRÜNE         | 4,0  | 3,0  | 1,5  | 2,7  | 3,6  | 2,9  | 4,5  |
| FDP           | 5,3  | 1,9  | 1,1  | 5,6  | 9,2  | 3,8  | 4,1  |
| NPD           | 0,7  | –    | 1,9  | 9,5  | 5,9  | 4,7  | 0,6  |
| Sonstige      | 6,0  | 2,7  | 5,6  | 4,7  | 6,6  | 3,8  | 8,5  |